# Melchiorre Gioja

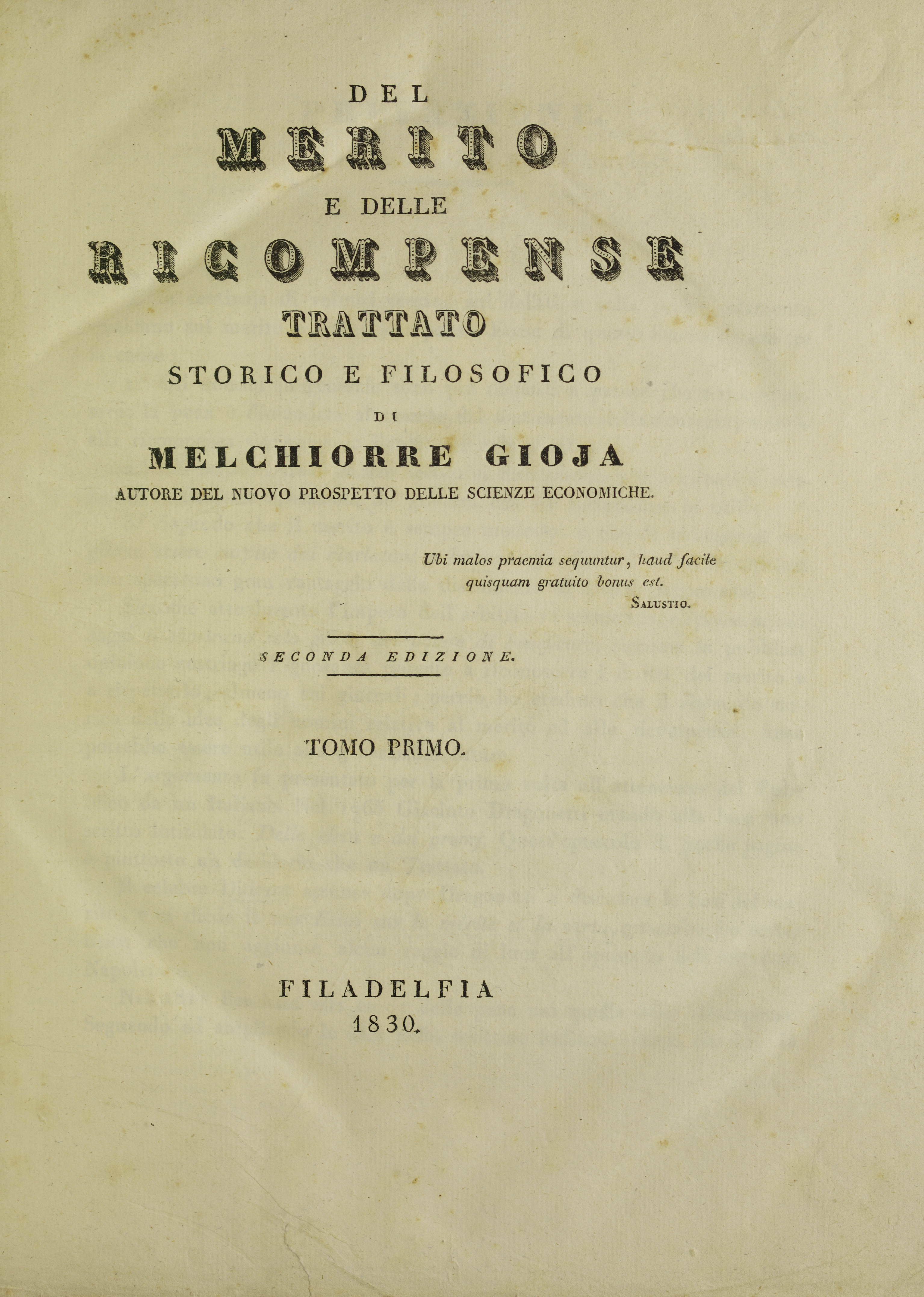
Del merito e delle ricompense

Melchiorre Gioja, född 10 september 1767 i Piacenza, död 2 januari 1829 i Milano, var en italiensk statistiker.
Gioja blev av Frankrikes regering 1799 utnämnd till föreståndare för statistiska byrån i Milano och innehade detta ämbete till 1820, då han avskedades till följd av sina politiska åsikter. Hans förnämsta verk är Nuovo prospetto delle scienze economiche (sex band, 1815-19, ny upplaga 1859), i vilket han kraftigt framhöll statistikens betydelse för historien och nationalekonomin.